# Maxime Renaux
Maxime Renaux (Sedán, Francia, 17 de mayo de 2000), es un piloto de motocross francés.

## Trayectoria
Compite en el Campeonato Mundial de Motocross en la categoría MXGP con el equipo Yamaha, su dorsal es el 959. Desde 2019 hasta 2021 compitió en la categoría de MX2 consiguiendo el tercer puesto en 2020 y el título en 2021.
Con el equipo de Francia ha ganado la edición 2023 del Motocross de las naciones celebrada en Ernée.

## Palmarés
- Campeón del Mundo en 2015 de 125cc.
- Campeón del Mundo en 2021 de MX2.